# Manteler Forst
Manteler Forst este o arie protejată (arie de protecție specială avifaunistică — SPA) din Germania întinsă pe o suprafață de 2.698 ha, integral pe uscat.

## Localizare
Centrul sitului Manteler Forst este situat la coordonatele 49°41′13″N 12°01′15″E / 49.6869°N 12.0208°E.

## Înființare
Situl Manteler Forst a fost declarat arie de protecție specială avifaunistică în septembrie 2006 pentru a proteja 15 specii de animale.

## Biodiversitate
Situată în ecoregiunea continentală, aria protejată nu include niciun habitat protejat.
La baza desemnării sitului se află mai multe specii protejate de  păsări (15): minunița (Aegolius funereus), rață mică (Anas crecca crecca), caprimulg (Caprimulgus europaeus), Charadrius dubius curonicus, ciocănitoare neagră (Dryocopus martius), șoimul rândunelelor (Falco subbuteo), ciuvică (Glaucidium passerinum), codalb (Haliaeetus albicilla), sfrâncioc mare (Lanius excubitor excubitor), ciocârlie de pădure (Lullula arborea), vultur pescar (Pandion haliaetus), viespar (Pernis apivorus), cresteț pestriț (Porzana porzana), sitar de pădure (Scolopax rusticola), fluierarul de zăvoi (Tringa ochropus).